# Conquista húngara da bacia dos Cárpatos
Os magiares tomaram posse da bacia dos Cárpatos de maneira pré-planejada, com uma longa mudança entre 862 e 895, liderados pelo Grão-Príncipe Arpades. A conquista propriamente dita começou a partir de 894, quando se abriram conflitos armados com búlgaros e morávios após os pedidos de ajuda de Arnulfo, Duque da Baviera e do imperador bizantino Leão VI.
Durante a conquista, os búlgaros conseguiram derrotá-los temporariamente, mas os pechenegues haviam tomado a terra natal dos magiares, forçando-os a se estabelecerem na bacia dos Cárpatos permanentemente, onde formaram o Grão-Principado da Hungria, que se tornaria um reino de grande influência na europa oriental.

## Fonte
- «Conquista húngara da Bacia dos Cárpatos». history-maps.com. Consultado em 29 de dezembro de 2023